# Que le diable nous emporte
Que le diable nous emporte è un film del 2018 diretto da Jean-Claude Brisseau.